# Sord IS-11
Il Sord IS-11 è un computer portatile di formato A4 basato sul processore Z80, prodotto dalla Sord Computer Corporation e distribuito nel 1983.
Il Sord IS-11 (dove IS sta per Integrated Software) è privo di Sistema operativo, ma veniva distribuito con incorporati alcuni software applicativi per la scrittura, fogli di calcolo, file manager e software di comunicazione.
Fu seguito dai modelli IS-11B e IS-11C.

## Descrizione tecnica
L'IS-11 era dotato di una versione CMOS dello Z80A funzionante a 3,4 MHz.
Era dotato di 32 oppure 64 KB di NVRAM e di 64 KB di ROM.
Era equipaggiato con un display LCD che poteva visualizzare 40 caratteri su 8 linee oppure 256 x 64 pixel.
I dati erano memorizzati su microcassette da 128 KB.